# Championnats d'Europe extra de taekwondo 2019
Navigation
Édition précédente Édition suivante
Les Championnats d'Europe extra de taekwondo 2019 sont une édition spéciale des Championnats d'Europe de taekwondo qui ont lieu du 1er au 3 novembre 2019 à Bari, en Italie. Cette édition est organisée à la suite du retrait du taekwondo du programme des Jeux européens de 2019, afin de donner aux taekwondoïstes européenns une autre possibilité de remporter les points pour le classement de qualification pour les épreuves de taekwondo aux Jeux olympiques d'été de 2020 à Tokyo.
Plus de 250 sportifs venant de 45 nations participent à la compétition. Une équipe des réfugiés sous la bannière de World Taekwondo est présente dans cette édition.

## Podiums

### Hommes
| Catégorie              | Or                      | Argent                   | Bronze                            |
| ---------------------- | ----------------------- | ------------------------ | --------------------------------- |
| Poids mouches (–58 kg) | Vito Dell'Aquila (ITA)  | Jack Woolley (IRL)       | Gashim Magomedov (AZE)            |
| Poids mouches (–58 kg) | Vito Dell'Aquila (ITA)  | Jack Woolley (IRL)       | Jesús Tortosa Cabrera (ESP)       |
| Poids coqs (–63 kg)    | Jaouad Achab (BEL)      | Lovre Brečić (CRO)       | Marcos Caballero Echevarria (ESP) |
| Poids coqs (–63 kg)    | Jaouad Achab (BEL)      | Lovre Brečić (CRO)       | Levente Józsa (HUN)               |
| Poids plumes (–68 kg)  | Javier Pérez Polo (ESP) | Bradly Sinden (GBR)      | Si Mohamed Ketbi (BEL)            |
| Poids plumes (–68 kg)  | Javier Pérez Polo (ESP) | Bradly Sinden (GBR)      | Alekseï Denissenko (RUS)          |
| Poids welters (–80 kg) | Anton Kotkov (RUS)      | Toni Kanaet (CRO)        | Denys Voronovskyy (UKR)           |
| Poids welters (–80 kg) | Anton Kotkov (RUS)      | Toni Kanaet (CRO)        | Simone Alessio (ITA)              |
| Poids lourds (+80 kg)  | Rafail Aiukaev (RUS)    | Alexander Bachmann (GER) | Roberto Butta (ITA)               |
| Poids lourds (+80 kg)  | Rafail Aiukaev (RUS)    | Alexander Bachmann (GER) | Ivan Konrad Trajkovič (SVN)       |

### Femmes
| Catégorie              | Or                      | Argent                 | Bronze                       |
| ---------------------- | ----------------------- | ---------------------- | ---------------------------- |
| Poids mouches (–49 kg) | Rukiye Yıldırım (TUR)   | Ela Aydin (GER)        | Kyriaki Kouttouki (CYP)      |
| Poids mouches (–49 kg) | Rukiye Yıldırım (TUR)   | Ela Aydin (GER)        | Elizaveta Riadninskaya (RUS) |
| Poids coqs (–53 kg)    | Tatiana Kudashova (RUS) | Zeliha Ağrıs (TUR)     | Yasmina Aziez (FRA)          |
| Poids coqs (–53 kg)    | Tatiana Kudashova (RUS) | Zeliha Ağrıs (TUR)     | Tijana Bogdanović (SRB)      |
| Poids plumes (–57 kg)  | İrem Yaman (TUR)        | Jade Jones (GBR)       | Marta Calvo Gómez (ESP)      |
| Poids plumes (–57 kg)  | İrem Yaman (TUR)        | Jade Jones (GBR)       | Raheleh Asemani (BEL)        |
| Poids welters (–67 kg) | Lauren Williams (GBR)   | Magda Wiet-Hénin (FRA) | Matea Jelić (CRO)            |
| Poids welters (–67 kg) | Lauren Williams (GBR)   | Magda Wiet-Hénin (FRA) | Nur Tatar (TUR)              |
| Poids lourds (+67 kg)  | Bianca Walkden (GBR)    | Lorena Brandl (GER)    | Nafia Kuş (TUR)              |
| Poids lourds (+67 kg)  | Bianca Walkden (GBR)    | Lorena Brandl (GER)    | Milica Mandić (SRB)          |

## Tableau des médailles
- Pays organisateur ( Italie)

| Rang  | Nation          | Or | Argent | Bronze | Total |
| ----- | --------------- | -- | ------ | ------ | ----- |
| 1     | Russie          | 3  | 0      | 2      | 5     |
| 2     | Grande-Bretagne | 2  | 2      | 0      | 4     |
| 3     | Turquie         | 2  | 1      | 2      | 5     |
| 4     | Espagne         | 1  | 0      | 3      | 4     |
| 5     | Belgique        | 1  | 0      | 2      | 3     |
| 5     | Italie          | 1  | 0      | 2      | 3     |
| 7     | Allemagne       | 0  | 3      | 0      | 3     |
| 8     | Croatie         | 0  | 2      | 1      | 3     |
| 9     | France          | 0  | 1      | 1      | 2     |
| 10    | Irlande         | 0  | 1      | 0      | 1     |
| 11    | Serbie          | 0  | 0      | 2      | 2     |
| 12    | Azerbaïdjan     | 0  | 0      | 1      | 1     |
| 12    | Chypre          | 0  | 0      | 1      | 1     |
| 12    | Hongrie         | 0  | 0      | 1      | 1     |
| 12    | Slovénie        | 0  | 0      | 1      | 1     |
| 12    | Ukraine         | 0  | 0      | 1      | 1     |
| Total | Total           | 10 | 10     | 20     | 40    |